# Torneig d'escacs de San Remo de 1930
San Remo 1930 fou el primer torneig d'escacs internacional que es va celebrar al conegut Casino de Sanremo. Hi participaren setze mestres d'escacs europeus i americans, inclòs el Campió del Món, que jugaren un torneig per sistema round robin entre els dies 16 de gener i 4 de febrer de 1930. Les partides es jugaven al casino durant el dia, i al vespre la sala de joc era usada per al ball.
Aleksandr Alekhin va dominar la competició, i va acabar amb 14/15, 3½ punts per sobre del segon classificat, Aron Nimzowitsch, i va guanyar l'elevat premi de 10,000 lires.
Quadre del torneig i classificació final:
| #     | Jugador                        | 1 | 2 | 3 | 4 | 5 | 6 | 7 | 8 | 9 | 10 | 11 | 12 | 13 | 14 | 15 | 16 | Total |
| ----- | ------------------------------ | - | - | - | - | - | - | - | - | - | -- | -- | -- | -- | -- | -- | -- | ----- |
| 1     | Aleksandr Alekhin \| França    |   | 1 | 1 | ½ | 1 | 1 | ½ | 1 | 1 | 1  | 1  | 1  | 1  | 1  | 1  | 1  | 14,0  |
| 2     | Aron Nimzowitsch \| Dinamarca  | 0 |   | 0 | 1 | ½ | 1 | ½ | ½ | ½ | ½  | 1  | 1  | 1  | 1  | 1  | 1  | 10,5  |
| 3     | Akiba Rubinstein \| Polònia    | 0 | 1 |   | 0 | 1 | ½ | 0 | 1 | ½ | 1  | 1  | 0  | 1  | 1  | 1  | 1  | 10,0  |
| 4     | Iefim Bogoliúbov \| Alemanya   | ½ | 0 | 1 |   | ½ | 0 | 1 | ½ | 1 | 1  | 0  | 1  | 1  | 0  | 1  | 1  | 9,5   |
| 5     | Frederick Yates \| Anglaterra  | 0 | 0 | ½ | ½ |   | ½ | 1 | 1 | ½ | 0  | 0  | 1  | 1  | 1  | 1  | 1  | 9,0   |
| 6     | Carl Ahues \| Alemanya         | 0 | 0 | ½ | 1 | ½ |   | 1 | ½ | 1 | 0  | 0  | ½  | 1  | 1  | ½  | 1  | 8,5   |
| 7-8   | Rudolf Spielmann \| Àustria    | ½ | ½ | 1 | 0 | 0 | 0 |   | ½ | ½ | ½  | 1  | 1  | ½  | 1  | 1  | 0  | 8,0   |
| 7-8   | Milan Vidmar \| Iugoslàvia     | 0 | ½ | 0 | ½ | 0 | ½ | ½ |   | ½ | ½  | 1  | 1  | ½  | 1  | ½  | 1  | 8,0   |
| 9-10  | Géza Maróczy \| Hongria        | 0 | ½ | ½ | 0 | ½ | 0 | ½ | ½ |   | ½  | ½  | ½  | ½  | 1  | 1  | 1  | 7,5   |
| 9-10  | Savielly Tartakower \| Polònia | 0 | ½ | 0 | 0 | 1 | 1 | ½ | ½ | ½ |    | 0  | 0  | 1  | ½  | 1  | 1  | 7,5   |
| 11-12 | Edgar Colle \| Bèlgica         | 0 | 0 | 0 | 1 | 1 | 1 | 0 | 0 | ½ | 1  |    | 0  | ½  | 1  | 0  | ½  | 6,5   |
| 11-12 | Hans Kmoch \| Àustria          | 0 | 0 | 1 | 0 | 0 | ½ | 0 | 0 | ½ | 1  | 1  |    | ½  | 0  | 1  | 1  | 6,5   |
| 13    | José Joaquín Araiza \| Mèxic   | 0 | 0 | 0 | 0 | 0 | 0 | ½ | ½ | ½ | 0  | ½  | ½  |    | ½  | ½  | 1  | 4,5   |
| 14    | Mario Monticelli \| Itàlia     | 0 | 0 | 0 | 1 | 0 | 0 | 0 | 0 | 0 | ½  | 0  | 1  | ½  |    | ½  | ½  | 4,0   |
| 15    | Roberto Grau \| Argentina      | 0 | 0 | 0 | 0 | 0 | ½ | 0 | ½ | 0 | 0  | 1  | 0  | ½  | ½  |    | ½  | 3,5   |
| 16    | Max Romih \| Itàlia            | 0 | 0 | 0 | 0 | 0 | 0 | 1 | 0 | 0 | 0  | ½  | 0  | 0  | ½  | ½  |    | 2,5   |